# Nusrat Bhutto
La bégum Nusrat Bhutto, née le 23 mars 1929 à Ispahan en Iran et morte le 23 octobre 2011 à Dubaï, est une femme politique irano-pakistanaise. Elle exerça sa carrière politique au Pakistan en étant membre du Parti du peuple pakistanais. Elle est la veuve de Zulfikar Ali Bhutto et mère de Benazir Bhutto.
Fille d'un homme d'affaires iranien, Nusrat Bhutto rencontre Zulfikar Ali Bhutto à Karachi et ils se marient le 8 septembre 1951. Ils ont eu quatre enfants : Benazir Bhutto (1953-2007), Murtaza Bhutto (1954-1996), Sanam Bhutto (née en 1957) et Shahnawaz Bhutto (1958-1985).
Elle est la première dame du Pakistan de 1971 à 1977, quand son mari Zulfikar Ali Bhutto est président puis Premier ministre du Pakistan. Après la pendaison de son mari à la suite d'un coup d'État militaire le 4 avril 1979, elle prend la tête du Parti du peuple pakistanais de 1979 à 1984 avant de céder la place à sa fille Benazir Bhutto. Trois de ses quatre enfants vont faire de la politique, et ils vont tous mourir dans des circonstances non élucidées.
Profondément touchée la mort de son mari et de ses deux fils, Nusrat se retire de la vie publique vers la fin des années 1990,. Elle souffre alors d'un cancer et de la maladie d'Alzheimer. Elle passe la fin de sa vie à Dubaï, dans la maison de sa fille Benazir Bhutto et meurt le 23 octobre 2011. Un jour de deuil national est décrété le 24 octobre au Pakistan.